# Gerhard Grünberg
Gerhard Grünberg (* 18. Mai 1920 in Stettin) ist ein deutscher ehemaliger Oberst und leitender Mitarbeiter des Ministeriums für Staatssicherheit (MfS) der Deutschen Demokratischen Republik (DDR). Er war von 1970 bis 1985 Leiter des Zentralen Operativstabs des MfS.

## Leben
Grünberg, Sohn eines Schlossers, absolvierte nach der Volksschule eine Ausbildung als kaufmännischer Angestellter. 1939 meldete er sich freiwillig zum Reichsarbeitsdienst und wurde 1940 in die Wehrmacht eingezogen. Bis 1944 kämpfte er im Zweiten Weltkrieg. 1943 war er dreieinhalb Monate inhaftiert, da er verdächtigt wurde gegnerische Partisanen unterstützt zu haben. Er kam jedoch wieder frei. 1944 desertierte er in Italien und schloss sich einer örtlichen Partisaneneinheit an, die gegen die Wehrmacht kämpfte.
Nach dem Ende des Kriegs kehrte Grünberg nach Deutschland zurück, ließ sich in der sowjetisch besetzten Zone nieder und trat in die Kommunistische Partei Deutschlands (KPD) ein. Nach der Zwangsvereinigung von KPD und SPD wurde er Mitglied der Sozialistischen Einheitspartei Deutschlands (SED). 
Bis 1946 schloss er eine Neulehrerausbildung an der Pädagogischen Fachschule in Nordhausen ab und war als Grundschullehrer tätig. Ab 1949 war er zusätzlich Mitarbeiter des Kreisverbands der Freien Deutschen Jugend (FDJ) in Nordhausen. 1951 wurde er von der Kreisdienststelle des MfS in Nordhausen eingestellt. 1952 wurde er Kreisdienststellenleiter des MfS in Worbis und 1954 stellvertretender Leiter der Bezirksverwaltung Erfurt.
Von 1962 bis 1968 absolvierte Grünberg ein Fernstudium an der Hochschule des MfS in Potsdam-Eiche und wurde Diplom-Jurist. 1965 wechselte er in MfS-Zentrale in Ost-Berlin und wurde stellvertretender Leiter der Hauptabteilung VII, zuständig für die Absicherung des Ministeriums des Innern und der Deutschen Volkspolizei. 1970 wurde er Leiter des Zentralen Operativstabs des MfS. 1973 wurde Grünberg zum Oberst befördert. 1985 ging er in Rente.

## Ehrungen
- 1985 Vaterländischer Verdienstorden (DDR)